# История Мингечевира
История Мингечевира от момента основания до текущего времени

## До XX века
Ещё в III тысячелетии до н. э. на месте современного Мингечевира существовало поселение.
У подножия Боздага, по обоим берегам Куры расположен крупнейший в Закавказье археологический комплекс, состоящий из четырёх поселений и трёх больших могильников, датируемых от III тысячелетия до н. э. до XVII века н. э. Самые ранние обнаруженные здесь памятники, куда входят и погребения III тысячелетия до н. э., относятся к культуре Куро-Аракского энеолита. Другая группа памятников относится к ходжалы-кедабекской культуре (конец II — начало I тысячелетия до н. э.). Значительное количество погребальных комплексов относится к эпохе раннего железа (VIII—II вв. до н. э.).
Два поселения III—XIII вв. и одно поселение XIV—XVII вв. относятся к группе средневековых памятников, найденных на территории города. Они включают в себя албанские христианские храмы V—VIII вв., христианские и мусульманские погребения и иные объекты, в том числе обнаруженная в Мингечевире каменная база для креста и фрагменты керамических подсвечников с албанскими надписями.
В ходе параллельных археологических раскопок 1946—1953 гг. во время строительства Мингячевирской гидроэлектростанции в Судагылане был обнаружен богатый албанский храмовый комплекс V—VIII вв. относящийся к периоду раннего феодализма — бытовые сооружения и христианские храмы с албанскими надписями, клады монет, состоящие из сасанидских и арабских монет. Храм в Судагылане состоит из четырёх разновременных слоев: верхний датируется VIII—IX вв., следующий — IV—VI вв., а самый нижний, четвёртый, относится ко времени до IV в., то есть является языческим. В VIII—IX вв. во время одного из арабских нашествий храм был уничтожен пожаром.
Турецкий путешественник XVII века Эвлия Челеби в своих воспоминаниях пишет о селе Мингечаур как о большом населённом пункте с мечетями, банями и шёлкоткацкими мастерскими.

## XX век
В 1927 году Совет труда и обороны СССР направил в селение Мингячевир специальную комиссию. Целью данной комиссии являлось строительство на Мингячевирской горловине плотины.
Решение о строительстве гидроэлектростанции было принято в 1939 году на XVIII съезде ВКП(б). Был подготовлен проект о строительстве гидроузла и начаты работы у подножья Боздагского хребта. Но вскоре работы были прерваны и возобновились лишь с окончанием Великой Отечественной войны. В июле 1945 года Советом народных комиссаров СССР было принято решение о о возобновлении строительства гидроузла и было создано поселение городского типа Мингечаургэс. 11 ноября 1948 года в связи с ростом населения, строительством Мингечевирской плотины и ГЭС, развитием инфраструктуры поселение получило статус города, и было переименовано в Мингечаур. ГЭС строилась в течение 9 лет и была введена в эксплуатацию в 1954 году. В 1957 году в эксплуатацию была сдана новая гидроэлектростанция — Варваринская ГЭС (три гидрогенератора) и подключена к Мингячевирской ГЭС. Был образован каскад Мингячевирских ГЭС.
Также 4 февраля 1954 года Мингечаур стал городом республиканского подчинения.
15 апреля 1989 года в Мингячевире было открыто самое молодое троллейбусное предприятие в Азербайджане.
В 1991 году был открыт мингечевирский филиал АзИНЕФТЕХИМ им. М. Азизбекова (ныне — Азербайджанский государственный университет нефти и промышленности). 25 августа 1992 года на базе филиала был создан Мингечевирский энергетический институт, который позже был переименован в Мингечевирский политехнический институт.

## ХХI век
В апреле 2006 года движение троллейбусов было остановлено, троллейбусы законсервированы на территории отстойной площадки.
Распоряжением Президента Азербайджанской Республики Ильхама Алиева от 24 июля 2015 года на базе Мингечевирского политехнического института был создан Мингечевирский государственный университет (МГУ). 9 августа 2022 года Кабинет министров Азербайджанской Республики принял решение о реорганизации и утверждении Устава МГУ путем преобразования его в высшее учебное заведение, имеющее статус публичного юридического лица при Министерстве науки и образования Азербайджанской Республики.